# Yves Matthey
Pour les articles homonymes, voir Matthey.
Yves Matthey, né en 1964, est un réalisateur suisse de langue française.

## Biographie
Originaire de Vieusseux, il est passionné de football et supporte le FC Servette,.
En 1983, il sort diplômé de l'École de Photographie de Vevey. De 1988 à 1991, il est caméraman et monteur à la TSR. Depuis 1991 il est réalisateur indépendant. En 2002 il crée « ZORRR production ».

## Filmographie

### Cinéma
- 2013 : Bob et les Sex Pistaches[1]
- 2024 : Wet Dogs[3],[4]

### Télévision
- 1993 : L'Ours Maturin et la Famille Wallace[1]
- 1994 : Les Gros Cons[1]
- 2001 : Paul et Virginie
- 2009 : Petites Vacances à Knokke-le-Zoute[1]

### Documentaires
- 1997 : Retour à la mer
- 2023 : Servette, mon enfance[2]
- 2024 : L’épopée 94, la Suisse à la Coupe du monde

### Courts métrages
- 1998 : Les minuits font de la télé
- 1999 : Homo Helveticus
- 2003 : Intime Conviction